# Bassignac-le-Bas
Bassignac-le-Bas é uma comuna francesa na região administrativa da Nova Aquitânia, no departamento de Corrèze. Estende-se por uma área de 12,29 km². Em 2010 a comuna tinha 90 habitantes (densidade: 7,3 hab./km²).